# 荷里活蠟像館
荷里活蠟像館（Hollywood Wax Museum）, 是美國加利福尼亞州好萊塢旅遊區的一座蠟像博物館，位於荷里活大道上，以展示名人的複製蠟像而聞名。博物館於1965年2月25日啟用，是美國歷史最悠久的蠟像館。

## 流行文化
好萊塢蠟像館曾出現在如下的電影或電視節目：《龍虎鐵金剛》（1972年）、《魔咒》（2005年）及《全美超級模特兒新秀大賽》（2007年）。好萊塢蠟像館也出現在視訊遊戲《午夜俱樂部：洛杉磯》。

## 其他地點
該集團在美國境內另建有三個好萊塢蠟像館，分別位於：
- 密蘇里州布朗森（英语：Branson, Missouri）
- 田納西州鴿子谷（英语：Pigeon Forge, Tennessee）
- 南卡羅來納州默特爾比奇

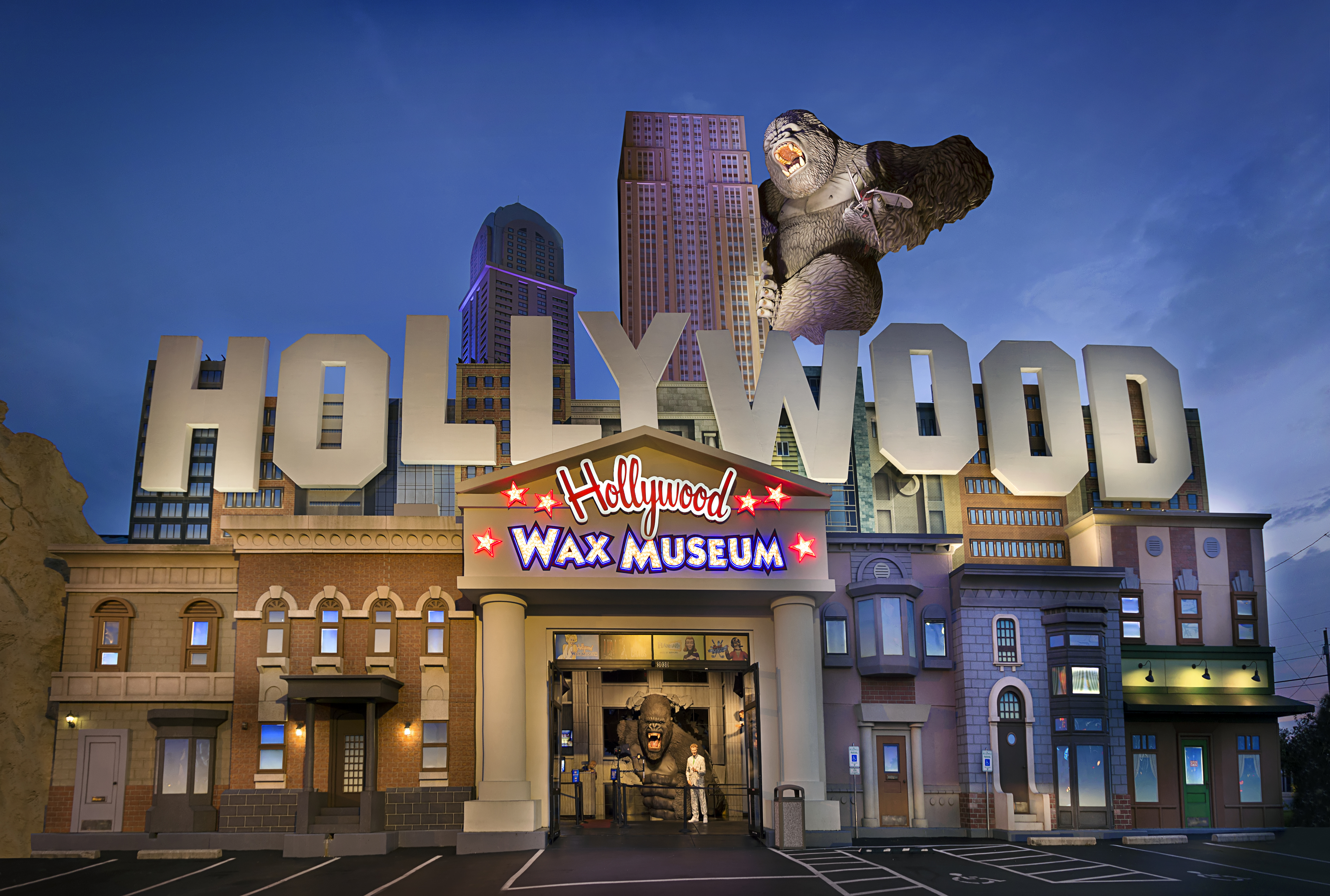
密蘇里州布朗森的好萊塢蠟像館
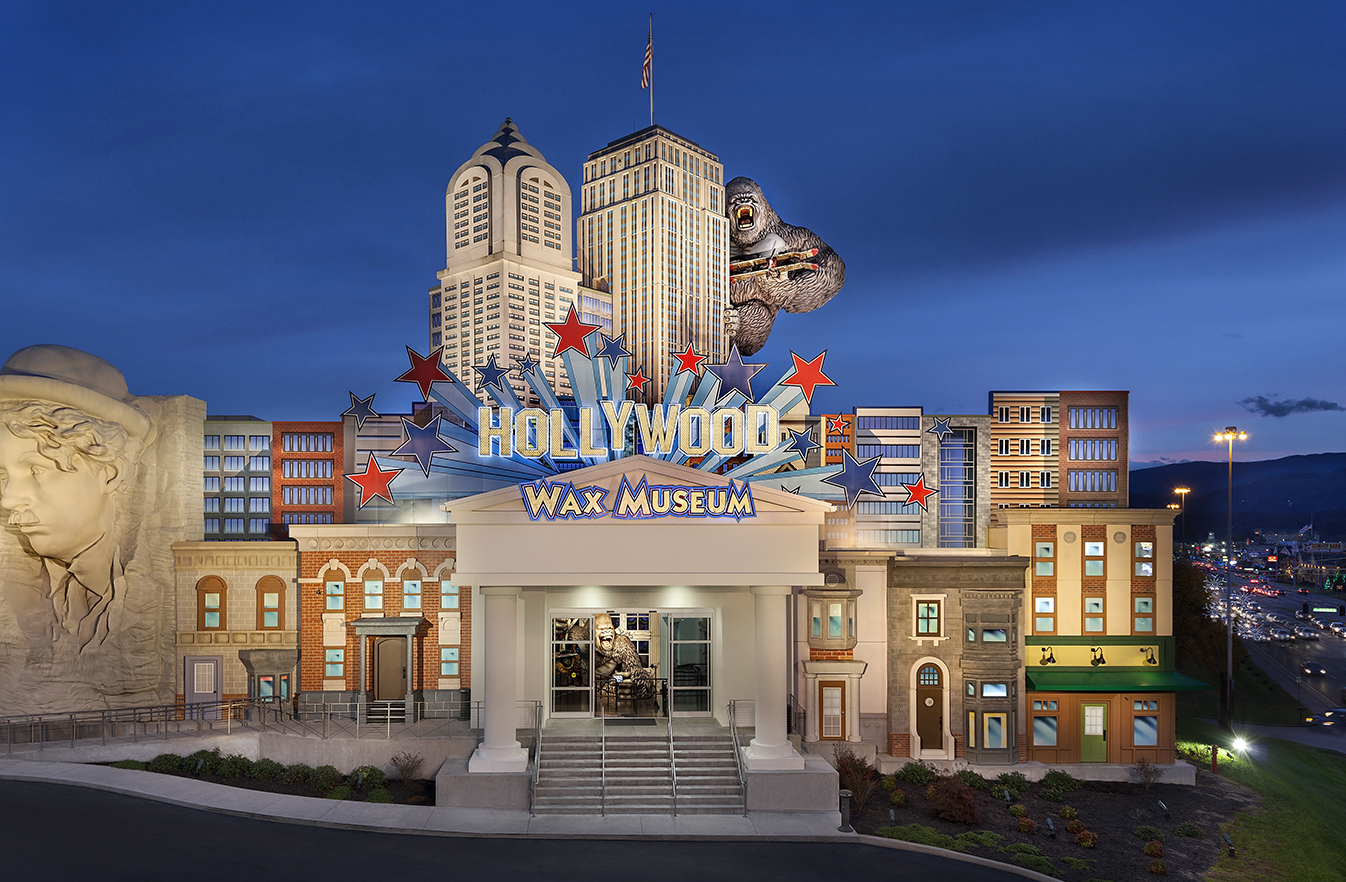
田納西州鴿子谷的好萊塢蠟像館
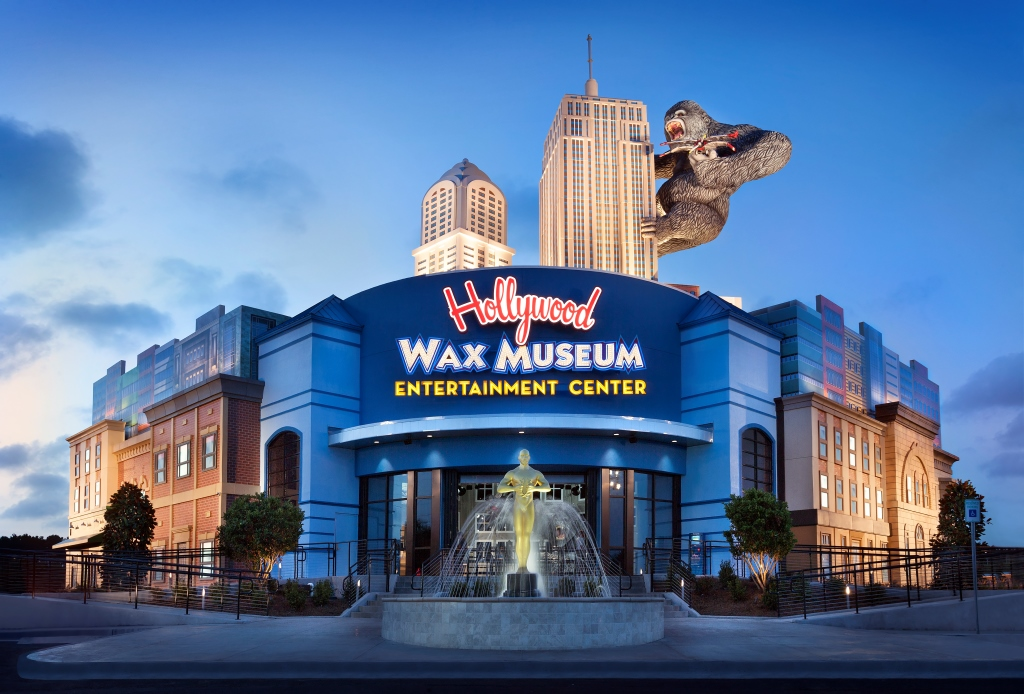
南卡羅來納州默特爾比奇的好萊塢蠟像館